# Curtia tenuifolia
Curtia tenuifolia är en gentianaväxtart. Curtia tenuifolia ingår i släktet Curtia och familjen gentianaväxter.

## Underarter
Arten delas in i följande underarter:
- C. t. tenella
- C. t. tenuifolia